# 王紋酒造
王紋酒造株式会社（おうもんしゅぞう）は、新潟県新発田市に本社をおき、日本酒の製造を行う企業である。
2022年（令和4年）2月2日に社名を代表銘柄と統一するため「市島酒造」から「王紋酒造」に変更した。

## 歴史
- 市島酒造の本家にあたる豪農市島家は 丹波国氷上郡吉見村字上田小字市島の発祥。「遠祖治兵衛はこの地において溝口氏に仕えて士分格御用達と」なり、若狭国高浜（福井県）、加賀国大聖寺（石川県）を経て[3]、1598年（慶長3年）- 越後新発田藩主に任ぜられた溝口秀勝と溝口家に随伴して現在の新発田市近辺に移住した。薬種問屋を営む傍ら回船や酒造、金融で富を蓄え、福島潟の干拓による新田開発で北陸でも屈指の大地主となった。現在の新発田市天王にある市島本家の邸宅「市島邸」が新潟県指定文化財として観光客に開放されている[4]。
- 1700年代 - 市島酒造初代当主市島秀松（ひでまつ）が市島宗家より分家し、材木、蝋燭などの実業を営む[5]。家紋が「丸に木瓜」のため丸市家と呼ばれる。
- 1790年（寛政2年） - 市島秀松が新発田城下の諏訪神社前で酒造業を創業。家紋「丸に木瓜」が入った市島酒造の暖簾
- 1952年（昭和27年）- 法人化[2]。

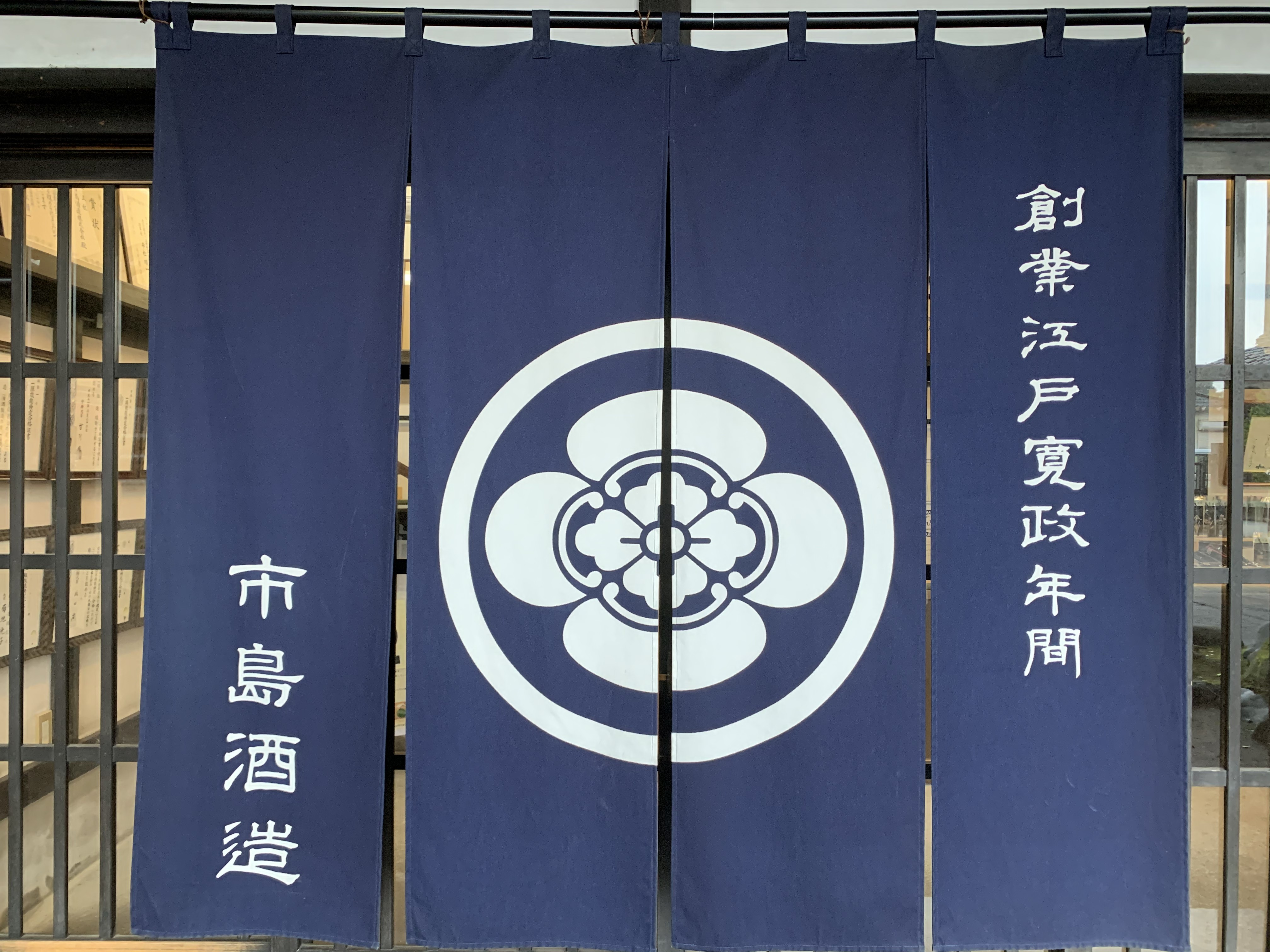
家紋「丸に木瓜」が入った市島酒造の暖簾

- 1975年（昭和50年） - 蔵人の椎谷和子が女性として初めて一級酒蔵技能士に合格[6]。
- 2018年（平成30年） - 7代目蔵元 市島健二より実業家 長谷川一豊へ事業譲渡が行なわれる[7]。
- 2021年（令和3年） - 同年7月に本社所在地を新発田市本町1丁目7-5のビルに移転[8]。製造所は従前通り[9]。
- 2022年（令和4年）2月2日[8] - 社名を王紋酒造に変更[2]。
- 2022年（令和4年）4月29日 - 直営売店・蔵見学をリニューアルした五階菱がオープン[10]。

## 銘柄
- 諏訪盛（すわざかり） - 創業時の銘柄は、諏訪神社前で創業したことに因み『諏訪盛（すわざかり）』であった。昭和初期まで使われていた。「諏訪盛」と書かれた通い徳利

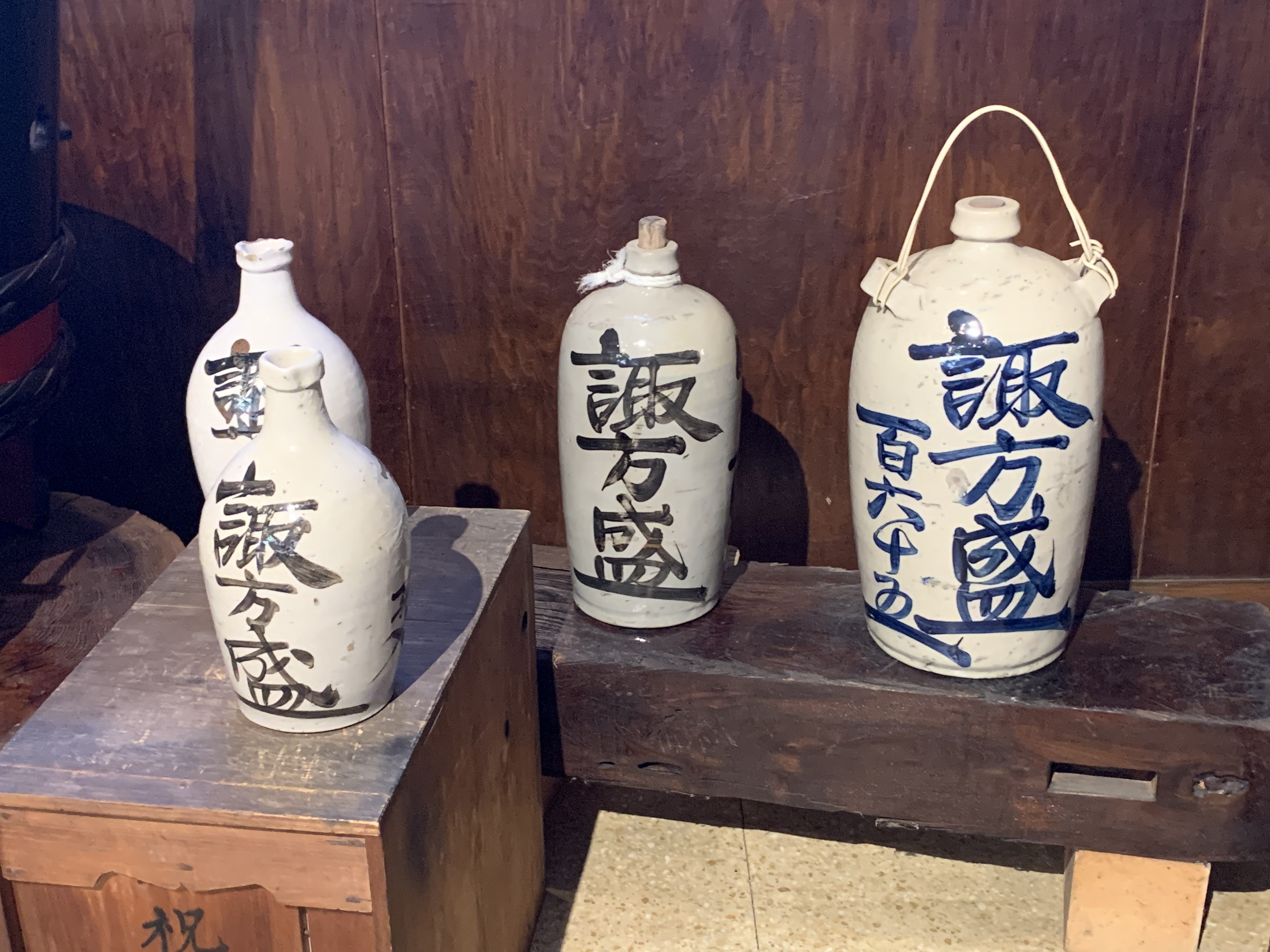
「諏訪盛」と書かれた通い徳利

- 王紋（おうもん） - 昭和初期にドイツ留学から帰った4代目蔵元 市島長松（ちょうまつ）の発案により、現在の『王紋』に変更された。長松が欧州の王家やワイン蔵の紋章に感銘を受けたためで、ラベルのデザインも一部商品を除き洋盾型の枠の中に西洋文字風のレタリングで商品名が入る。なお、カップ酒などにはアルファベット表記も入るが、綴りは「AU MONT」とフランス語を思わせるもので、洋風へのこだわりが感じられる。
- 夢（ゆめ）[11] - 5代目蔵元 市島眞平（しんぺい）は「夢」と書かれた良寛の書を気に入り、その拓本を自室に飾っていた。1980年（昭和55年）に純米酒の製造・販売を始めるにあたり、醸造の世界で夢にむかい日々努力していこうと心に決め、「夢」の字を純米酒の名前にした。ラベルの「夢」の字は、書家 中山竹径（中山与志夫）の直筆である。[12]

## 受賞歴

### 全国新酒鑑評会
| 2022 令和03BY | 入賞 |
| 2019 平成30BY | 入賞 |
| 2017 平成28BY | 入賞 |
| 2015 平成26BY | 金賞 |
| 2014 平成25BY | 金賞 |
| 2013 平成24BY | 入賞 |
| 2012 平成23BY | 入賞 |
| 2011 平成22BY | 金賞 |
| 2010 平成21BY | 金賞 |
| 2009 平成20BY | 金賞 |
| 2008 平成19BY | 金賞 |
| 2007 平成18BY | 金賞 |
| 2006 平成17BY | 入賞 |
| 2005 平成16BY | 入賞 |
| 2003 平成14BY | 金賞 |

### 関東信越国税局酒類鑑評会
| 2021 | 純米吟醸酒の部 優秀賞        |
| 2018 | 吟醸酒の部 優秀賞 新潟県総代 |
| 2017 | 吟醸酒の部 優秀賞            |
| 2016 | 吟醸酒の部 優秀賞            |
| 2015 | 純米酒の部 優秀賞            |
| 2014 | 吟醸酒の部 優秀賞            |
|      | 純米酒の部 優秀賞            |
| 2013 | 純米酒の部 優秀賞            |
| 2012 | 純米酒の部 優秀賞            |
| 2010 | 吟醸酒の部 優秀賞            |
|      | 純米酒の部 優秀賞            |
| 2009 | 燗酒の部 優秀賞              |
|      | 吟醸酒の部 優秀賞            |
| 2007 | 優秀賞                       |

### IWC（インターナショナル・ワイン・チャレンジ|インターナショナルワインチャレンジ）SAKE部門
| 2020 | 銀メダル 夢 純米大吟醸                        |
| 2019 | 金メダル 王紋 吟の慶 大吟醸                   |
| 2018 | 金メダル 夢 山廃純米                          |
| 2015 | 銀メダル 秀松 山吹                            |
|      | 銀メダル 市島 プラチナスパークリング          |
|      | 銅メダル 吟の慶 鑑評会大吟醸 (海外バージョン) |
|      | 銅メダル 秀松 藍                              |
|      | 銅メダル 秀松 朱                              |
|      | 銅メダル 市島 純米大吟醸（海外バージョン）    |
| 2014 | 銀メダル 王紋 吟の慶 大吟醸                   |
|      | 銅メダル 秀松 山吹                            |
| 2013 | 銅メダル 王紋 年輪 吟醸古酒                   |
| 2012 | 銀メダル 秀松 藍                              |
|      | 銅メダル 秀松 山吹                            |
|      | 銅メダル 秀松 朱                              |
| 2011 | トロフィー 金メダル 秀松 朱                   |
|      | 銀メダル 秀松 山吹                            |
|      | 銀メダル 秀松 藍                              |

## 酒蔵にかかわる人々

### 「女性蔵人」の誕生と活躍
古くから女人禁制と云われた酒造りに昭和30年代からいち早く女性を活用していた。お勝手（台所）働きとして雇用された女性たちの中に酒造りに関わる蔵人職を希望する者が現れ、1964年（昭和39年）から5代目蔵元 眞平（しんぺい）が女性蔵人を採用。1970年（昭和50年）には椎谷和子が女性として日本初の一級酒造技能士に合格。翌年も市島酒造から佐藤フミ等2名の酒造一級技能士が誕生した。
宮尾登美子が小説「藏」執筆前に取材し、尾瀬あきらの漫画「夏子の酒」でも取り上げられるなど、女性が活躍する酒蔵の先駆けとして知られている。現在も酒造りの時期には一級酒造技能士の女性達が蔵に入り、酒造りを行っている。

### 作家 宮尾登美子
宮尾登美子が新潟の酒蔵を舞台にした小説「藏」執筆前に「越乃寒梅」製造元の石本酒造を取材したところ「女性の酒造りなら新発田の王紋さんで話を聴くといい」と紹介され市島酒造を来訪。存命だった4代目蔵元長松の妻から昔の酒造りの様子を聞き取ったり、古い酒造り道具の実物を目にした。小説「藏」出版記念パーティには石本酒造蔵元と共に市島酒造6代目蔵元圀子が招待された。
蔵元の圀子とはその後も交流が続き、小説「クレオパトラ」完成後の1996年（平成8年）夏、「忙しいからゆっくり昼寝がしたい」と酒蔵の離れに2泊3日で滞在。圀子からは昼寝用にと伊東深水の美人画を柄にした浴衣を仕立て贈った。
酒蔵前に設置された石碑の文字「藏」の揮毫の際には「こんなもの書かせて！これからどれだけの人に見られるか分からないから100枚も練習したわよ」と蔵元と笑いあった逸話が残っている。

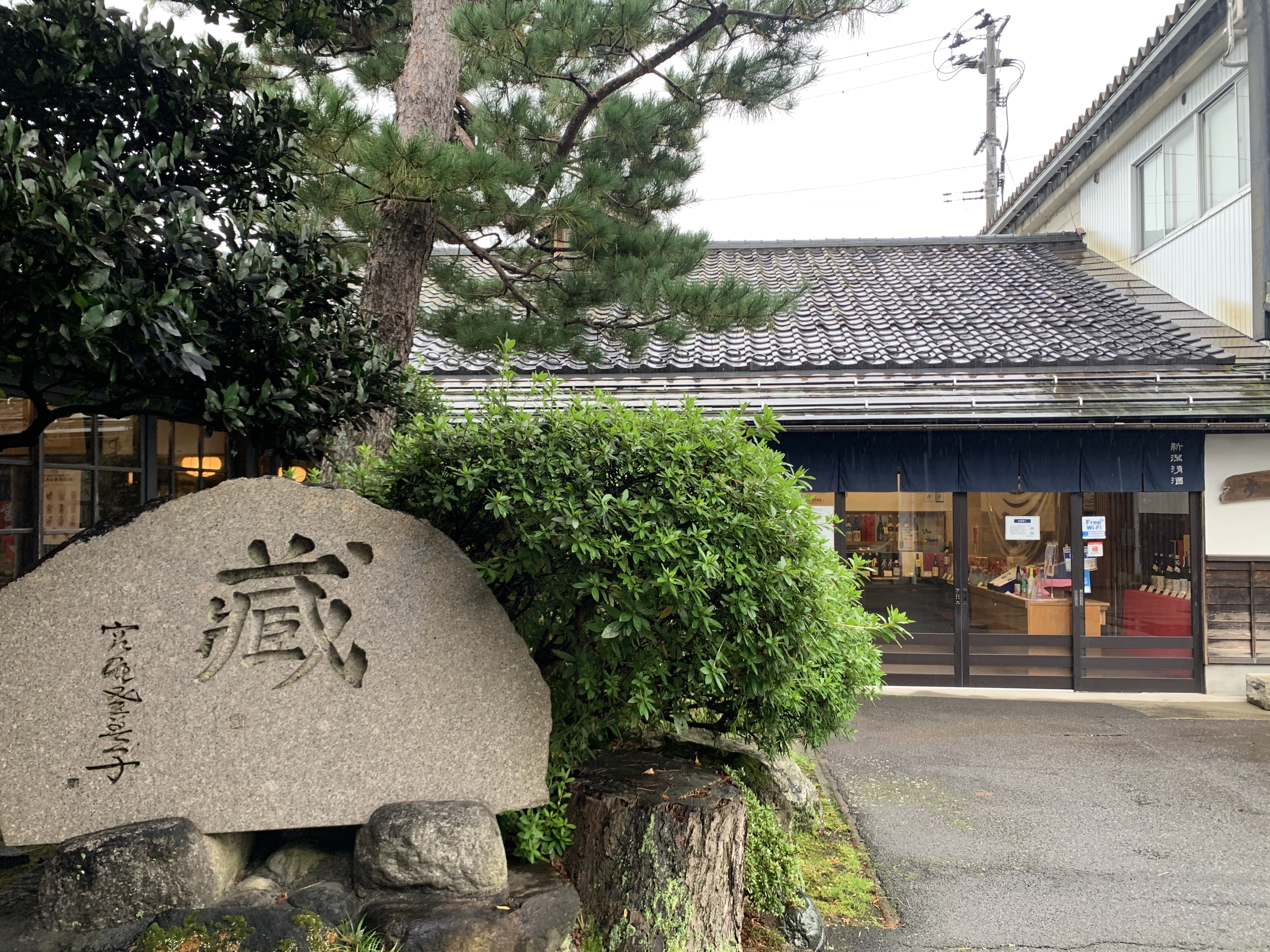
宮尾登美子が揮毫した石碑

### 作曲家 遠藤実
男心 本醸造生貯蔵300mlのガラス瓶に印刷された「男心」の文字は作曲家 遠藤実の直筆。5代目蔵元眞平と懇意にしており、ある宴席で蔵元が新しく発売する生貯蔵酒の名前を相談したところ「男心」と名付けた。酔ったその場の遊びごころから利き手でない左手で筆をとり、書き上げた文字がそのままラベルになっている。蔵元が「『女心』はどうする？」と問うと「女心は出さないものだ」と当位即妙に答えた。
また自身最大のヒット曲「北国の春」の名を冠した酒を造ることを勧め、にごり酒「北国の春」が発売された。 

### 歌舞伎役者 九代目 坂東三津五郎
1986年（昭和61年）七代目坂東簑助当時、舞踊坂東流の家元として市島本家の市島邸にて舞踊を披露した際、市島分家の酒蔵では5代目蔵元が急逝し妻が蔵元を継いだ話を耳にし、元気づけようと市島酒造へ来訪した。その縁により翌1987年（昭和62年）9月歌舞伎座での九代目坂東三津五郎襲名披露公演の際に「王紋」の積み樽を贈呈。 同年の新発田巡業公演の際には九代目 坂東三津五郎、五代目坂東八十助（後の十代目坂東三津五郎）が酒蔵へ来訪した。